# Мужская сборная ветеранов Польши по кёрлингу
Мужская сборная ветеранов Польши по кёрлингу — национальная мужская сборная команда, составленная из игроков возраста 50 лет и старше. Представляет Польшу на международных соревнованиях по кёрлингу. Управляющей организацией выступает Ассоциация кёрлинга Польши (пол. Polski Związek Piłki Curlingu, англ. Polish Curling Association). 

## Результаты выступлений

### Чемпионаты мира
| Год     | Место                                           | И                                               | В                                               | П                                               | Состав (скипы выделены шрифтом)                 | Состав (скипы выделены шрифтом)                 | Состав (скипы выделены шрифтом)                 | Состав (скипы выделены шрифтом)                 | Состав (скипы выделены шрифтом)                 | Состав (скипы выделены шрифтом)                 |                                                 |
| Год     | Место                                           | И                                               | В                                               | П                                               | четвёртый                                       | третий                                          | второй                                          | первый                                          | запасной                                        | тренер                                          |                                                 |
| ------- | ----------------------------------------------- | ----------------------------------------------- | ----------------------------------------------- | ----------------------------------------------- | ----------------------------------------------- | ----------------------------------------------- | ----------------------------------------------- | ----------------------------------------------- | ----------------------------------------------- | ----------------------------------------------- | ----------------------------------------------- |
| 2002—13 | не участвовали                                  | не участвовали                                  | не участвовали                                  | не участвовали                                  | не участвовали                                  | не участвовали                                  | не участвовали                                  | не участвовали                                  | не участвовали                                  | не участвовали                                  | не участвовали                                  |
| 2014    | 25                                              | 8                                               | 1                                               | 7                                               | Andrzej Janowski                                | Henryk Skowronski                               | Jacek Goczol                                    | Pawel Klos                                      | Ryszard Gintowt                                 |                                                 |                                                 |
| 2015    | 22                                              | 7                                               | 0                                               | 7                                               | Henryk Skowronski                               | Andrzej Janowski                                | Jaroslaw Czepielinski                           | Piotr Sulak                                     | Witold Rek                                      | Karolina Redmerska                              |                                                 |
| 2016    | 23                                              | 7                                               | 1                                               | 6                                               | Henryk Skowronski                               | Krzysztof Matuszewski                           | Krzysztof Podniwsinski                          | Andrzej Czerwinski                              |                                                 |                                                 |                                                 |
| 2017    | 21                                              | 7                                               | 1                                               | 6                                               | Waldemar Zabczyk                                | Krzysztof Nowak                                 | Janusz Tomica                                   | Pawel Klos                                      | Jacek Goczol                                    |                                                 |                                                 |
| 2018    | 25                                              | 6                                               | 0                                               | 6                                               | Krzysztof Nowak                                 | Pawel Klos                                      | Janusz Tomica                                   | Jacek Goczol                                    | Pawel Piotrowicz                                |                                                 |                                                 |
| 2019    | 9                                               | 7                                               | 4                                               | 3                                               | Krzysztof Nowak                                 | Pawel Piotrowicz                                | Janusz Tomica                                   | Pawel Klos                                      | Jacek Goczol                                    |                                                 |                                                 |
| 2020—21 | чемпионат не проводился из-за пандемии COVID-19 | чемпионат не проводился из-за пандемии COVID-19 | чемпионат не проводился из-за пандемии COVID-19 | чемпионат не проводился из-за пандемии COVID-19 | чемпионат не проводился из-за пандемии COVID-19 | чемпионат не проводился из-за пандемии COVID-19 | чемпионат не проводился из-за пандемии COVID-19 | чемпионат не проводился из-за пандемии COVID-19 | чемпионат не проводился из-за пандемии COVID-19 | чемпионат не проводился из-за пандемии COVID-19 | чемпионат не проводился из-за пандемии COVID-19 |
| 2022    | не участвовали                                  | не участвовали                                  | не участвовали                                  | не участвовали                                  | не участвовали                                  | не участвовали                                  | не участвовали                                  | не участвовали                                  | не участвовали                                  | не участвовали                                  | не участвовали                                  |
| 2023    | 19                                              | 7                                               | 1                                               | 6                                               | Дамиан Херман                                   | Paweł Kłos                                      | Krzysztof Nowak                                 | Paweł Piotrowicz                                | Janusz Tomica                                   | Дамиан Херман                                   |                                                 |
| 2024    | 10                                              | 5                                               | 2                                               | 3                                               | Rymwid Błaszczak                                | Arkadiusz Detyniecki                            | Leszek Molski                                   | Andrzej Smak                                    | Piotr Idzikowski                                | Agnieszka Schroeder, Leszek Sciborski           |                                                 |
| 2025    | 9                                               | 6                                               | 3                                               | 3                                               | Дамиан Херман                                   | Pawel Klos                                      | Krzysztof Nowak                                 | Pawel Piotrówicz                                | Janusz Tomica                                   |                                                 |                                                 |

(данные с сайта результатов и статистики ВФК: )